# (129772) 1999 HR11
(129772) 1999 HR11, também escrito como (129772) 1999 HR11, é um objeto transnetuniano (TNO) que está localizado no cinturão de Kuiper, uma região do Sistema Solar. Ele é classificado como um cubewano. O mesmo possui uma magnitude absoluta (H) de 7,2 e, tem um diâmetro com cerca de 160 km, por isso existem poucas chances que possa ser classificado como um planeta anão, devido ao seu tamanho relativamente pequeno.

## Descoberta
(129772) 1999 HR11 foi descoberto no dia 17 de abril de 1999 através do Observatório Nacional de Kitt Peak.

## Órbita
A órbita de (129772) 1999 HR11 tem uma excentricidade de 0.036, possui um semieixo maior de 43,493 UA e um período orbital de cerca de 287 anos. O seu periélio leva o mesmo a uma distância de 42,162 UA em relação ao Sol e seu afélio a 44,825 UA.